# Newland (Caroline du Nord)
Pour les articles homonymes, voir Newland.
La ville de Newland est le siège du comté d'Avery, situé en Caroline du Nord, aux États-Unis. Sa population s’élevait à 698 habitants lors du recensement de 2010, estimée à 684 habitants en 2016.

## Histoire
Avant sa fondation, la région était connue sous le nom de Old Fields ou Old Fields of Toe. En 1911 elle est renommée Newland d'après le nom du gouverneur de Caroline du Nord William C. Newland (en) et devient en même temps le siège du comté. le tribunal et la prison du comté sont classés au Registre national des lieux historiques

## Géographie
À une altitude de 1 104 m, elle est le plus haut siège du comté de l'Est des États-Unis. La compagnie de chemin de fer East Tennessee and Western North Carolina Railroad (en) passe par la ville depuis 1940.

## Démographie
Lors du recensement de 2000, la population était de 704 habitants donc 334 ménages et 207 familles résidentes. La densité de population était de 405,7 hab/km2.
Le revenu moyen par ménage était de 24 375 $ alors que le revenu moyen par habitant était de 18 344 $.

## Source
- (en) Cet article est partiellement ou en totalité issu de l’article de Wikipédia en anglais intitulé « Newland, North Carolina » (voir la liste des auteurs).